# Învierea lui Iisus Hristos

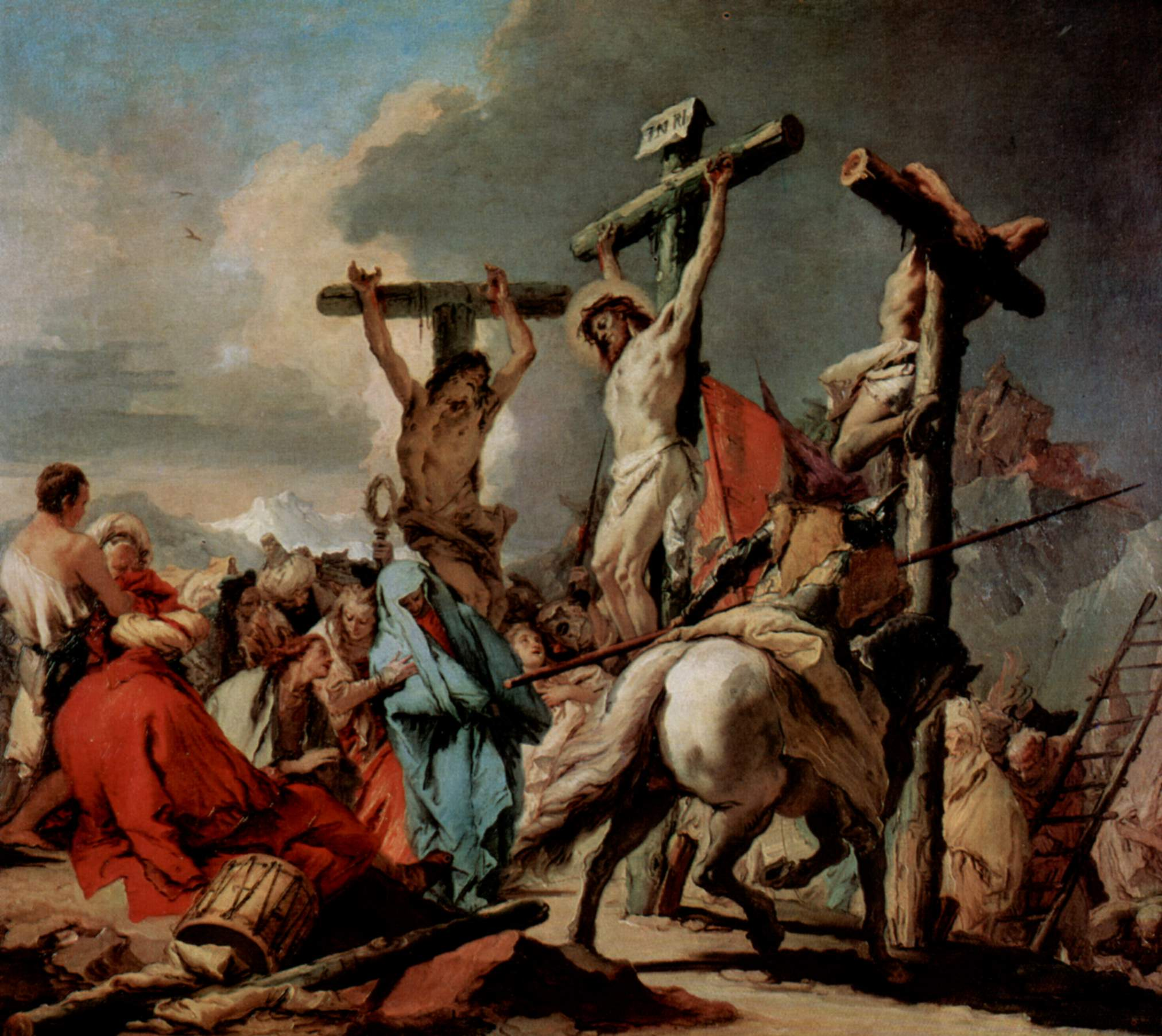
Răstignirea lui Iisus Hristos. Tablou de Giovanni Battista.

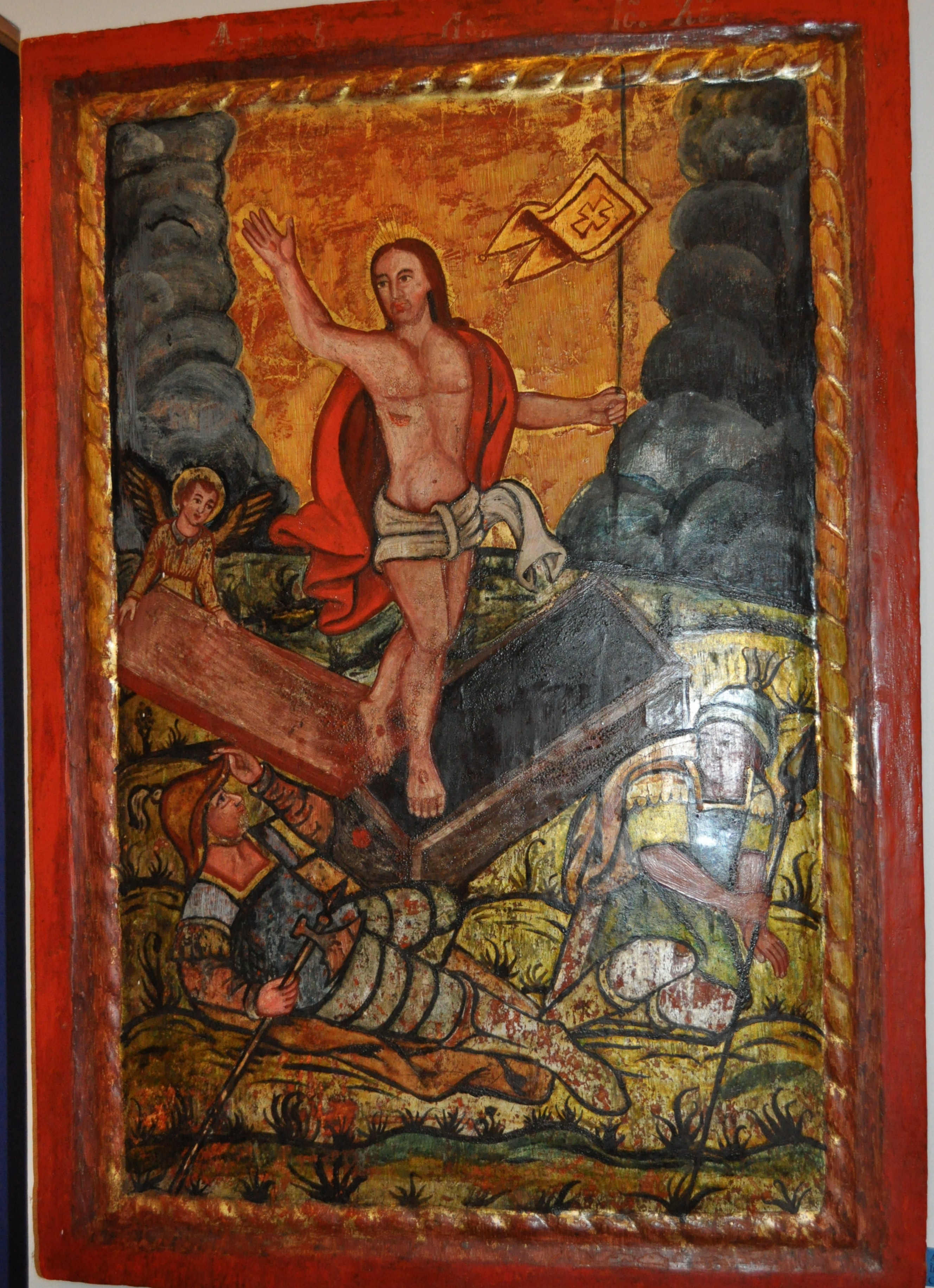
Învierea Domnului (pictură pe lemn, zugrav anonim, icoană aflată în colecția Arhiepiscopiei Clujului)

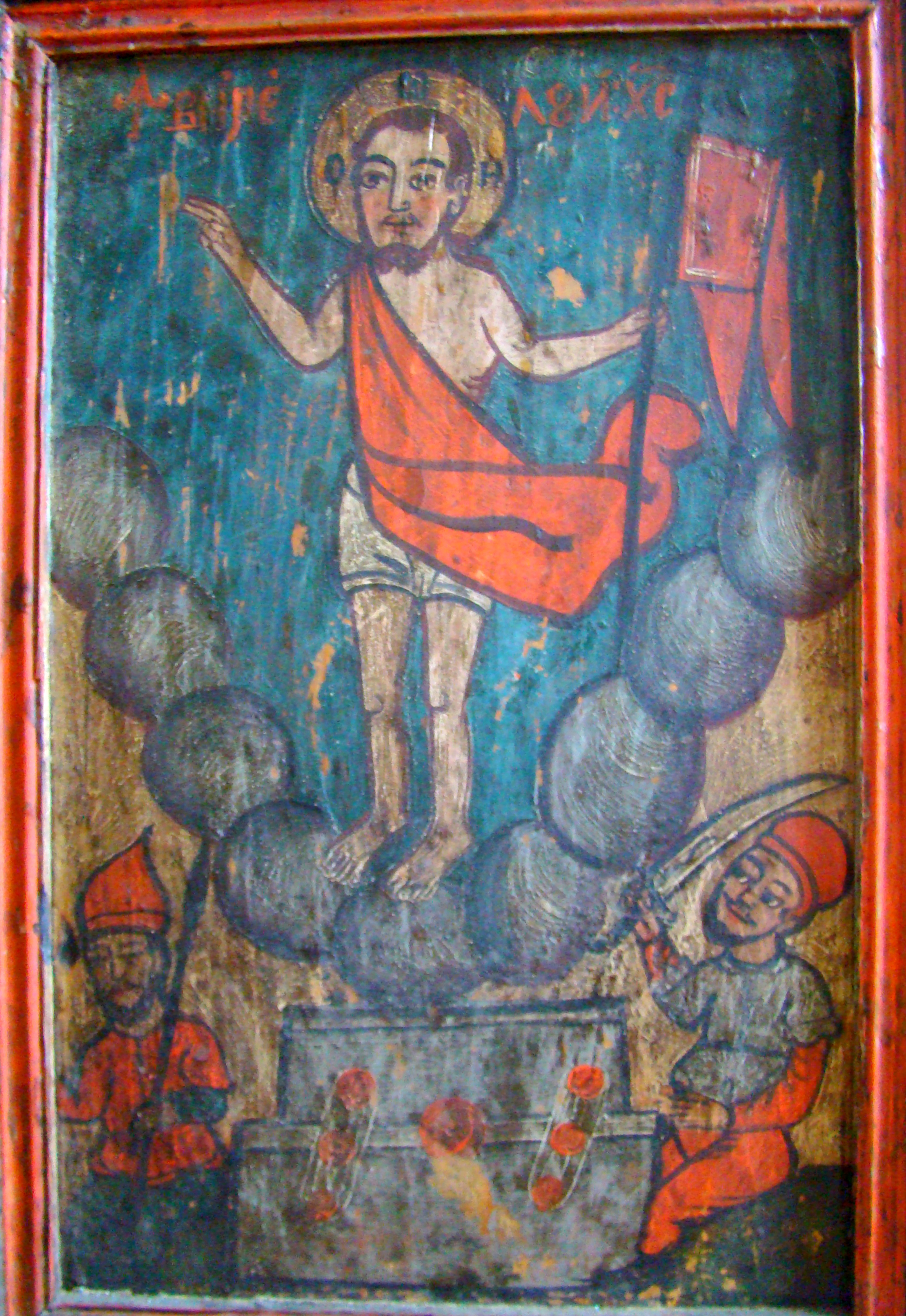
Învierea Domnului (pictură pe lemn, pictor popular anonim, icoană aflată în colecția Protopopiatului Beiuș)

Învierea lui Iisus Hristos (Învierea Domnului) este un fundament doctrinar și ritual pentru credința creștină - ortodoxă, catolică și protestantă. Este practic temelia bisericii pe care o cunoaștem astăzi. Acest eveniment este relatat de scrierile vremii și de apostolii lui Hristos. La început, învierea ca doctrină nu a fost acceptată în Imperiul Roman cu excepția primilor creștini.
„Iar a doua zi, care este după vineri, s-au adunat arhiereii și fariseii la Pilat, zicând: Doamne, ne-am adus aminte că amăgitorul Acela a spus, fiind încă în viață: După trei zile Mă voi scula. Deci, poruncește ca mormântul să fie păzit până a treia zi, ca nu cumva ucenicii Lui să vină și să-L fure și să spună poporului: S-a sculat din morți. Și va fi rătăcirea de pe urmă mai rea decât cea dintâi. Pilat le-a zis: Aveți strajă; mergeți și întăriți cum știți. Iar ei, ducându-se, au întărit mormântul cu strajă, pecetluind piatra.”—Evanghelia după Matei 27:62-66
Învierea lui Iisus Hristos (Paștele) este cea mai mare sărbătoare  a mai multor biserici printre care și Biserica Ortodoxă, Biserica Romano-Catolică, Biserica Greco-Catolică sau Biserica Reformată. Este sărbătorită în prima duminică de după prima Lună plină de după echinocțiul de primăvară și diferă de la un cult la altul datorită calendarului adoptat de o Biserică sau alta (calendarul gregorian sau calendarul iulian).

## Mărturii

### Mărturii biblice
„Și plecand ele, iata unii din strajă, venind în cetate, au vestit arhiereilor toate cele întâmplate. Și adunându-se ei împreuna cu bătrânii și ținând sfat au dat bani mulți ostașilor zicând : Spuneți ca ucenicii Lui, venind noaptea, L-au furat, pe când noi dormeam”—Evanghelia după Matei 28:11-13
„Și de se va auzi aceasta la dregătorul, noi îl vom îndupleca și pe voi fără grijă vă vom face. Iar ei luând arginții au făcut precum au fost invățați. Și s-a răspândit cuvântul acesta între iudei până astăzi”—Evanghelia după Matei 28:14-15
Conform lui Juan Garcés, curator la British Library, care a studiat Codex Sinaiticus, anumite paragrafe din învierea lui Iisus nu erau incluse în manuscrisele originale ale Bibliei. Garcés se referă la consensul științific în studiul Bibliei (textologia), afirmând că textele Bibliei s-au modificat de multe ori de când au fost scrise. Anume, în Codex Sinaiticus lipsesc versetele Marcu 16:9-20, prin urmare Evanghelia după Marcu nu conține decât relatarea unui tânăr conform căruia Iisus ar fi înviat, dar nu-I descrie nici învierea, nici pe Hristos înviat. Numai versiunea neconformă cu originalul (inautentică) a Evangheliei după Marcu Îl descrie pe Hristos înviat, această descriere fiind rodul fanteziei copiștilor. Prin urmare, versetele Marcu 16:9-20 sunt versete apocrife.

### Mărturii independente de Biblie
Flavius Josephus (cca. 37–cca. 100), un evreu și în același timp cetățean roman care a lucrat sub dinastia Flavienilor a scris Antichitatea Evreilor, cca. 93, care conține un pasaj intitulat Isus și Pilat, în care se descrie moartea și învierea lui Isus Hristos, fragment care conține pasajul următor: „Când Pilat (...) L-a condamnat pe Isus la moarte prin crucificare, cei ce L-au iubit pe El, nu au cedat [să Îl urmeze], căci El, li s-a arătat a treia zi după moarte, viu, exact cum au proorocit prorocii Vechiului Testament.” Fragmentul citat pare a fi însă un adaus (o interpolare în textul original), deoarece e puțin credibil că un evreu declarat fariseu și despre care Origen scrie că "nu credea că Iisus este Mesia" (Hristos), așa cum e cazul cu istoricul Flavius Josephus, ar fi putut crede că pretinsa înviere a lui Iisus confirmă pasaje din Vechiul Testament (pasaje care numai creștinii, nu și evreii, le interpretau a fi în legătură cu Iisus); dealtminteri e recunoscut faptul că scrierile lui Flavius Josephus au fost subiectul și altor intervenții creștine pe text. Ca atare rămâne discutabil dacă un izvor istoric independent de Biblie și a cărui autenticitate este azi admisă, chiar confirmă ideea că Isus ar fi înviat. Din punct de vedere psihologic, unii argumentează că relatarea învierii se bazează pe halucinațiile Apostolilor produse de intensa lor tristețe datorată pierderii lui Iisus.

### Istoricitate
Istoricii de după Epoca Luminilor lucrează cu naturalism metodologic, de aceea ei nu pot niciodată confirma miracolele drept evenimente istorice reale (Flew 1966: 146; cf. Bradley 1874/1935; Ehrman 2003: 229).
Conform lui N.T. Wright, paradigma dominantă a istoricilor post-iluminiști este că învierea lui Isus a fost doar o experiență subiectivă.

## Arătările lui Iisus după Înviere
- Arătarea către Maria Magdalena (Ioan 20:11-18; Marcu 16:12-13)
- Arătarea către femeile mironosițe (Matei 28:9-10; Luca 24:10-11)

„Dar când mergeau ele să vestească ucenicilor, iată Iisus le-a întâmpinat, zicând: Bucurați-vă! Iar ele, apropiindu-se, au cuprins picioarele Lui și I s-au închinat. Atunci Iisus le-a zis: Nu vă temeți. Duceți-vă și vestiți fraților Mei, ca să meargă în Galileea, și acolo Mă vor vedea.”—Matei 28:9-10
„Iar ele erau: Maria Magdalena, și Ioana și Maria lui Iacov și celelalte împreună cu ele, care ziceau către apostoli acestea. Și cuvintele acestea au părut înaintea lor ca o aiurare și nu le-au crezut.”—Luca 24:10-11

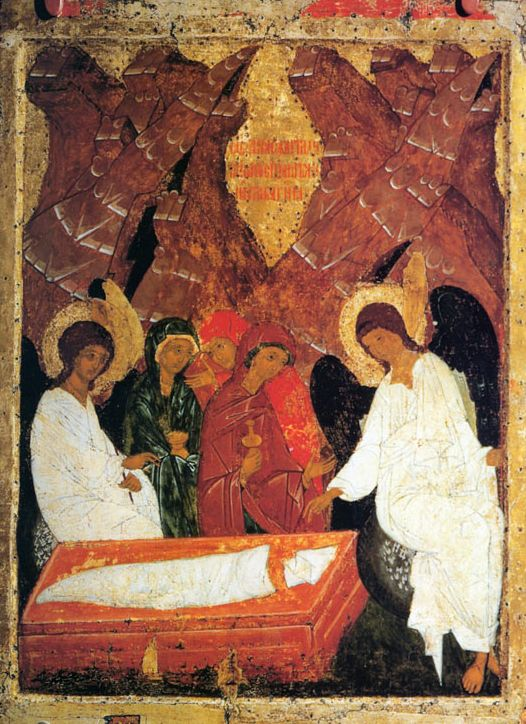
„..Atunci Iisus le-a zis (minorosițelor): Nu vă temeți. Duceți-vă și vestiți fraților Mei ca să meargă în Galileea și acolo Mă vor vedea!”

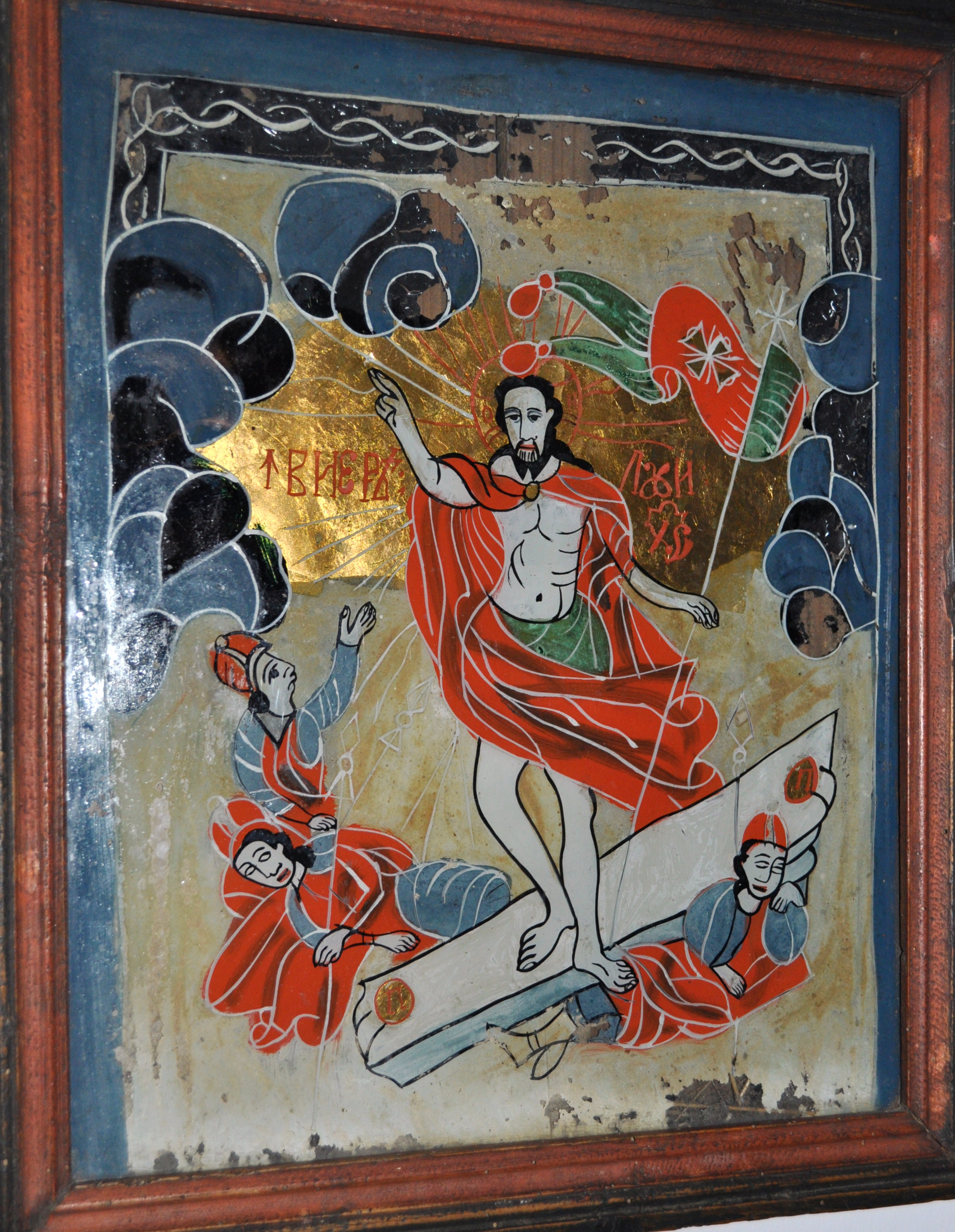
Învierea Domnului (pictură pe sticlă, zugrav anonim, școala de la Nicula, icoană aflată în colecția Arhiepiscopiei Clujului)

- Către apostolul Său, Simon Petru (Luca 24:34; Cf. Corinteni 25:5)
- La doi ucenici in drum  Său spre Emaus (Luca 24:13-35; Marcu 16:12-13)
- Apostolilor și unor ucenici la Ierusalim, în seara Învierii (Ioan 20:19-23; Luca 24:36-43)
- Apostolilor după opt zile, împreună cu Toma, la Ierusalim

„Iar Toma, unul din cei doisprezece, cel numit Geamănul, nu era cu ei când a venit Iisus. Deci au zis lui ceilalți ucenici : Am văzut pe Domnul! Dar el le-a zis : Dacă nu voi vedea, în mainile Lui, semnul cuielor și dacă nu voi pune mâna mea în coasta Lui, nu voi crede! (...) a răspuns Toma și a zis: Domnul Meu și Dumnezeul meu. Iisus i-a zis : Pentru că M-ai vazut, ai crezut! Fericiți cei ce n-au văzut și au crezut”—Ioan 20:26-29
- La șapte Apostoli, în Provincia Galileea, lângă Marea Tiberiadei

„Dupa acestea, Iisus s-a arătat iarași ucenicilor la marea Tiberiadei și s-a arătat așa : Erau împreună Simon Petru și Toma, cel numit Geamănul și Natanael cel din Cana Galileii și fiii lui Zevedeu, și alți doi din ucenicii Lui. Simon-Petru le-a zis: mă duc să pescuiesc. Și ei i-au zis: Mergem și noi cu tine. Și au ieșit și s-au suit în corabie și în noaptea aceea n-au prins nimic. Iar făcîndu-se dimineață, Iisus a stat la țărm; dar ucenicii n-au știut că este Iisus. Deci a zis Iisus: Fiilor, nu cumva aveți ceva de mâncare? Ei au răspuns: Nu. Iar El le-a zis : Aruncați mreaja în partea dreaptă a corabiei și veți afla. Deci au aruncat-o și nu mai puteau s-o tragă de mulțimea peștilor. Și au zis lui Petru ucenicul pe care-l iubea Iisus : Domnul este. Deci Simon Petru auzind că este Domnul și-a luat haina, căci era dezbrăcat și s-a aruncat în apă. Și ceilalți ucenici au venit cu corabia, căci nu erau departe de țărm, ci ca la doua sute de cotii, trăgând mreaja cu pești (...) Deci a venit Iisus și le-a luat pâinea și le-a dat-o lor și de asemenea și peștele. Aceasta este acum a treia oară când Iisus S-a arătat ucenicilor, după ce S-a sculat din morți”—Ioan 21:1-14
- Tuturor Apostolilor pe un munte din Galileea

„Iar cei unsprezece ucenici au mers în Galileea, la muntele unde le poruncise Iisus. Și vazându-L, I s-au închinat, ei care se îndoiseră. Și apropiindu-Se Iisus le-a vorbit lor, zicând : Da-tu-Mi-s-a toată puterea în Cer și pe Pământ. Drept aceea, mergând învătați toate neamurile, botezându-le în numele Tatălui și al Fiului și al Sfântului Duh!”—Matei 28:16-20
- Arătarea la mai mult de cincisute de ucenici (I Cor 15.6) și Arătarea către Apostolul Iacov (I Cor 15.7)
- Apostolilor, în ziua înălțării Domnului în Ceruri (Luca 24:44-53; Marcu 16:15-20)

„Și i-a dus afară până spre Betania și ridicându-Și mâinile i-a binecuvantat. Și pe când îi binecuvânta, S-a despărțit de ei și S-a înălțat la cer.”—Luca 24:44